# Vin cuit de Provence

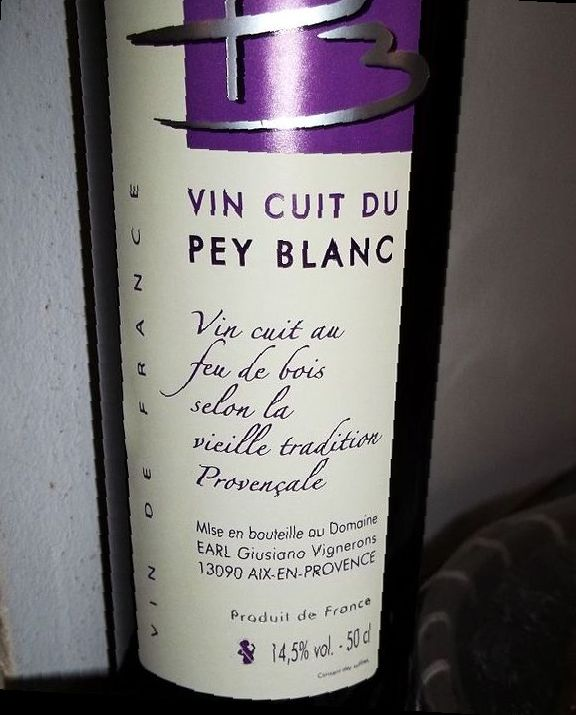
Vin cuit de Provence

Vin cuit de Provence (gekochter Wein der Provence), auch kurz Vin cuit genannt, ist ein Dessertwein aus Frankreich. Er ist eine Spezialität der Provence und wird aus durch Erhitzen eingedicktem Traubenmost hergestellt. Traditionell wird er an Weihnachten zu den Desserts genossen.

## Name
Den Namen „gekochter Wein“ verdankt das Getränk dem Erhitzen des Mostes während seiner Herstellung. Es handelt sich also nicht um ein Heißgetränk wie beispielsweise beim Glühwein.
Nicht zu verwechseln ist das provenzalische Getränk mit einem ebenfalls Vin cuit genannten Erzeugnis aus der Westschweiz, das jedoch ein dickflüssiges Fruchtsaftkonzentrat wie beispielsweise Apfelkraut oder Birnenkraut bezeichnet.
Ein ähnliches Produkt wie der provenzalische Vin cuit ist der italienische Vino cotto.

## Herstellung
Zur Herstellung von Vin cuit wird frisch gekelterter Traubenmost über längere Zeit erhitzt, ohne dass er zum Kochen kommt. Traditionell erfolgt das Erhitzen in einen Kupferkessel über einem offenen Holzfeuer.
Der Traubensaft wird so konzentriert, bis er etwa ein Drittel an Volumen verloren hat und sirupartig wird. Es wird dann in Fässern vergoren.

## Beschreibung
Der Vin cuit ist ein süßer Wein, der vorwiegend als Dessertwein getrunken wird. Er hat in der Regel einen Alkoholgehalt von etwa 14 bis 15 Volumenprozent.
Weil die Süße dadurch erzielt wurde, dass der Zuckergehalt durch das Kochen künstlich erhöht wurde, wird der Vin cuit in Frankreich als „vin doux artisanal“ (künstlicher Süßwein) bezeichnet, im Gegensatz zu dem „vin doux naturel“ (natürlicher Süßwein, entspricht im Deutschen dem Likörwein), bei dem die Gärung unverdickten Traubenmosts durch die Zugabe von hochprozentigem Trinkalkohol gestoppt wird und dadurch viel von der natürlichen ursprünglichen Süße der Traube im Wein erhalten bleibt.
Der Vin cuit wird traditionsgemäß im Dezember getrunken, vor allem zur Weihnachtszeit. Er wird auch zu dem traditionellen Weihnachtsnachtisch der Treize desserts serviert.
Winzer aus der Provence, die die Produktion des Vin cuit wiederbelebt haben, bemühen sich um eine AOC-Zertifizierung.